# Morón de la Frontera
Morón de la Frontera er en by og kommune i det sydlige Spanien i provinsen Sevilla. Den har et indbyggertal på 27.228 (2024) indbyggere.